# Petras Stankeras
Petras Stankeras (ur. 29 czerwca 1948 w Trokach) – litewski historyk specjalizujący się w historii II wojny światowej.

## Życiorys
Od 15. roku życia interesował się historią II wojny światowej, historią niemieckiego narodowego socjalizmu, włoskiego faszyzmu oraz historią litewskiej policji.
W 1972 r. został absolwentem Państwowego Instytutu Pedagogicznego w Wilnie - na Wydziale Historii. Od 1973 do 1977 r. był starszym pracownikiem naukowym Litewskiego Centralnego Archiwum Państwowego. W latach 1977–1982 był inżynierem zarządu budowy dróg. Od 29 marca 1982 r. do 1990 r. pracował jako oficer milicji Ministerstwa Spraw Wewnętrznych Litewskiej Socjalistycznej Republiki Radzieckiej; od 1990 do 2000 roku był oficerem Ministerstwa Spraw Wewnętrznych Litwy w stopniu podpułkownika. Od 2000 roku do 25 listopada 2010 r. pracował jako urzędnik państwowy Ministerstwa Spraw Wewnętrznych. Tam przygotowywywał plany strategiczne.

## Działalność naukowa
W 2000 r. obronił pracę doktorską z dziedziny nauk humanistycznych na temat Policja litewska w czasie okupacji hitlerowskiej w latach 1941-1944 (struktura organizacyjna i personalna).
Jest współautorem 12 monografii naukowych, autorem 250 artykułów naukowych i popularnonaukowych w czasopismach litewskich, polskich i amerykańskich. Zgromadził kartotekę 20 000 osób z III Rzeszy oraz 100 000 zdjęć związanych z tą tematyką.
Petras Stankeras jest recenzentem trzech monografii, autorem naukowych komentarzy w książkach oraz autorem artykułów w Internecie. Przygotowywał wykłady i brał udział w krajowych i międzynarodowych konferencjach naukowych historyków. Uczestniczył też w audycjach litewskich stacji radiowych. Tworzył prawną i naukową ekspertyzę ilustrowanych stron internetowych. Jest aktywnym członkiem zarządu Towarzystwa Historycznego badającego wojskową historię Litwy.

## Kontrowersje
Litewski tygodnik „Veidas” 8 listopada 2010 r. zamieścił artykuł Petrasa Stankerasa, ostro krytykujący Międzynarodowy Trybunał Wojskowy w Norymberdze oraz nazywający mitem zagładę Żydów podczas II wojny światowej. W artykule zatytułowanym „Trybunał w Norymberdze — największa prawna farsa w historii” Petras Stankeras między innymi napisał — „istotne jest i to, że w procesie norymberskim podstawę prawną zdobył mit o ponoć 6 mln zamordowanych Żydów, aczkolwiek w rzeczywistości sąd nie miał ani jednego podpisanego przez Hitlera dokumentu o zagładzie Żydów. Tego dokumentu, o ile on istniał, dotychczas nikt nie znalazł mimo obiecanej nagrody aż miliona dolarów”.
Artykuł wywołał międzynarodowy skandal. Rezydujący w Wilnie ambasadorzy Wielkiej Brytanii, Estonii, Francji, Finlandii, Holandii, Norwegii i Szwecji - 25 listopada 2010 roku skierowali list do ministra Spraw Wewnętrznych Litwy Raimundasa Palaitisa, w którym wyrazili protest przeciwko notorycznym przejawom antysemityzmu na Litwie. Ambasador RP na Litwie Janusz Skolimowski wyraził oburzenie z powodu tez zawartych w artykule Petrasa Stankerasa. Tygodnik „Veidas” później opublikował korektę tego zdania, twierdząc że słowo "ponoć" było błędem drukarskim. Minister Spraw Wewnętrznych Litwy Raimundas Palaitis zmusił historyka do rezygnacji ze stanowiska. 
Petras Stankeras twierdził w późniejszych wywiadach, że nie negował Holokaustu, tylko liczbę zgonów, która może być wyższa lub niższa, inni komentatorzy wskazywali, że ogólnie artykuł był próba sympatyzowania z nazimem.
Prokurator Wileńskiego okręgu Republiki Litewskiej zakończyła w lutym 2011 postępowanie przygotowawcze w sprawie karnej przeciwko Petrasowi Stankerasowi, w związku z brakiem znamion przestępstwa. Centrum Szymona Wiesenthala potępiło decyzję litewskiego prokuratora o umorzeniu postępowania przeciwko Petrasowi Stankerasowi za negację Holokaustu. Dovid Katz twierdzi, że po raz pierwszy w historii niepodległej Litwy ktoś zaprzecza istnieniu Holocaustu.